# Match de barrage de la saison 1978 de la division Est de la Ligue américaine

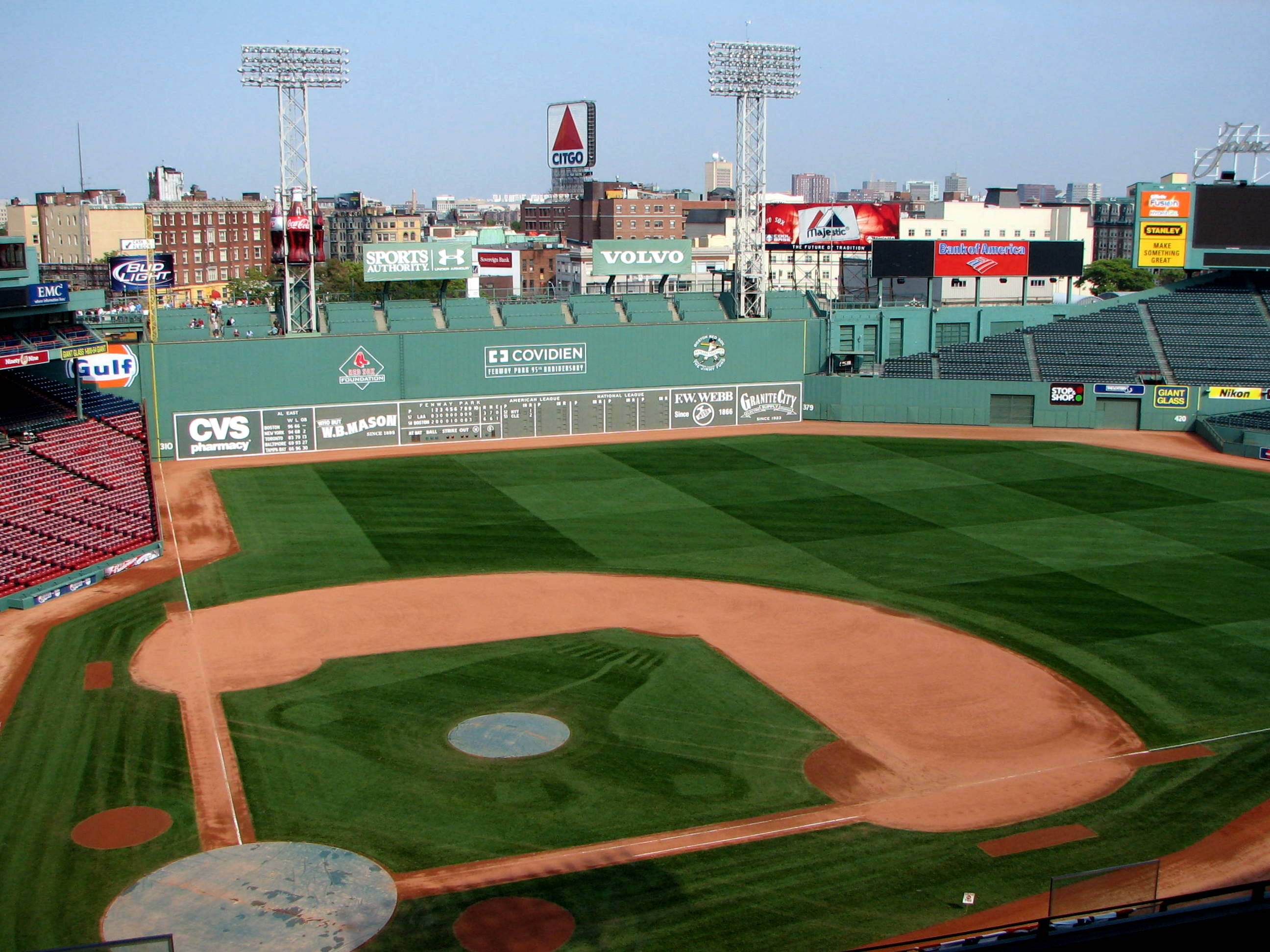
Le Fenway Park, stade de baseball ayant accueilli le match de barrage entre les Red Sox de Boston et les Yankees de New York.

Le match de barrage de la division Est de la Ligue américaine de 1978 est un match de baseball, dit match de bris d'égalité ou match sacrifice, qui a vu s'affronter les Red Sox de Boston et les Yankees de New York en date du 2 octobre 1978 au Fenway Park, dans la ville de Boston, dans le Massachusetts.  
Procédure exceptionnelle organisée lorsque deux clubs se trouvent à égalité en fin de saison pour leur qualification aux séries éliminatoires, il est le second match de barrage de l'histoire de la Ligue américaine, et le premier match de barrage de la division Est de l'Américaine depuis sa réorganisation en division en 1969. Qui plus est, le match voit s'opposer deux clubs de l'une des plus importantes rivalités des ligues majeures de baseball, au terme d'une saison régulière durant laquelle Boston avait dominé New York en championnat de la division Est durant la majeure partie de celle-ci.
Avantagés par le choix du terrain lors d'un tirage au sort, les Red Sox dominent au score durant la majeure partie du match. À la fin de la septième manche, alors que les Yankees sont menés 2 points à 0, l'arrêt-court du club new-yorkais Bucky Dent frappe un coup de circuit de trois points au-dessus du célèbre « monstre vert » du stade de Boston, permettant à son équipe de prendre la tête de la rencontre. Cette avance, renforcée par un second coup de circuit de Reggie Jackson en huitième manche, et par le sauvetage du stoppeur Rich Gossage, permet à New York de s'imposer 6-5 face à son rival. Cette victoire mène les Yankees aux Séries mondiales de 1978, qu'ils remporteront face aux Dodgers de Los Angeles.
Cette rencontre est souvent vue, du point de vue de la rivalité opposant les Red Sox de Boston aux Yankees de New York, comme une énième manifestation de la malédiction du Bambino, superstition évoquée dans le baseball nord-américain pour qualifier l'incapacité de Boston, à partir de 1918 et la vente de leur joueur de légende Babe Ruth au club de New York, à se qualifier pour une Série mondiale de baseball. La défaite de Boston vient couronner ce que les médias ont qualifié, à l'époque, de « Massacre de Boston », faisant référence à l'importante avance qu'avait acquise Boston, perdue durant les derniers mois de la saison.

## Contexte
Les Yankees et les Red Sox sont depuis les trois années précédentes deux candidats sérieux pour représenter l'Américaine aux Séries mondiales. Les Yankees participent aux Séries mondiales de 1976 et 1977, alors les Red Sox participent à la Série mondiale de 1975. 
En termes de joueurs, les Red Sox acquièrent pour la saison 1978 Mike Torrez, qui avait mené les Yankees à la victoire l'année précédente. 
La saison 1978 de la division Est de la Ligue américaine voit la domination en début de saison des Red Sox de Boston, devançant jusqu'à 10 points les Brewers de Milwaukee en deuxième place et les Yankees en troisième place. Les Yankees, qui connaissent de nombreuses blessures dans leurs rangs, dont Andy Messersmith, Willie Randolph, Catfish Hunter, Bucky Dent, et Mickey Rivers, rétrogradent à la quatrième place de leur division. 
Un remaniement important de l'équipe est entrepris par le propriétaire George Steinbrenner, voyant notamment le changement de position de Munson de receveur à voltigeur de droite, et le licenciement du gérant Billy Martin et son remplacement par Bob Lemon. À la mi-juillet, 14 points séparent les Yankees des Red Sox de Boston. Boston va cependant connaitre une fin de saison catastrophique, que la presse sportive qualifiera de « massacre de Boston » : non seulement les Yankees connaissent une fin de saison exceptionnelle, avec une moyenne de 53–21 lors de leur 74 dernières parties pour un pourcentage de victoire de 0,716, mais Boston enchaine les insuccès, avec notamment quatre défaites successives au Fenway Park au début du mois de Septembre. À la fin de ces quatre parties, les équipes sont à égalité.
Les Yankees prennent la tête du classement de la division Est de la Ligue américaine trois jours après, et ne rencontrent aucune défaite jusqu'au dernier dimanche de la saison régulière. Ils finissent la saison avec un différentiel victoire-défaite de 6-1, tandis que Boston durant la même période aligne sept victoires d'affilée. Boston est à un jeu d'égaliser les Yankees, ce qui arrive le 1er octobre lorsque les Yankees s'inclinent face aux Indians de Cleveland. Après la défaite des Yankees, le Fenway Park, stade de Boston, affiche en toutes lettres, afin de remercier le lanceur victorieux des Indians : « THANK YOU RICK WAITS, GAME TOMORROW. ».